# 辰野金吾 (小惑星)
辰野金吾（たつのきんご、136795 Tatsunokingo）は、アポロ群に属する小惑星。地球近傍小惑星かつ潜在的に危険な小惑星の1つで、軌道長半径は地球より大きいが、近日点では地球軌道より内側に入り込む公転軌道を持つ。また、2020年5月21日には地球に0.041 au（約616万キロメートル）まで接近した。

## 発見
1997年1月16日、東京大学木曽観測所に在籍していた長谷川隆が、105cmシュミット式望遠鏡で系外銀河を観測していた際に偶然発見した。当時木曽観測所に在籍していたイギリスの天文学者デイヴィッド・アッシャーの協力を得て小惑星電子回報 (MPEC, Minor Planet Electronic Circular) に報告、古川麒一郎らの軌道計算により新たな地球近傍小惑星として認められた。

## 名称
発見者の長谷川隆は一時親の名前を付けようと考えていたが、認められる可能性が低いため命名を諦めた。1997年の発見から10年が経過して発見者による命名権が消滅、その後も命名されないままであったが、古川麒一郎の妻鈴子による提案が認められ、2021年5月、日本銀行本店や東京駅などを設計した明治・大正期の建築家辰野金吾にちなんで命名された。家族ぐるみで付き合いのあった知人女性が体を弱らせていると聞いた鈴子は、「彼女の夫で天文学者であった長谷川が発見した小惑星にその名前が付けば彼女に元気を出してもらえるのではないか」と考え、この小惑星に命名を提案しようとした。詳しく調べてみると発見者は同姓で別人の長谷川隆であることがわかったが、これも何かの縁と考え、歴史好きだった麒一郎が尊敬していた辰野金吾にちなんで命名を提案した。小惑星やその他の太陽系小天体の命名に携わる国際天文学連合の小天体命名ワーキンググループ (Working Group for Small Bodies Nomenclature, WGSBN) は、以下のように紹介している。
Tatsuno Kingo (1854-1919) was a Japanese architect, born in Karatsu, Saga Prefecture. He was a leading Japanese modern architect, and he taught many students. He was best known as the designer of the Bank of Japan building (Tokyo) and Tokyo railway station. 
辰野金吾（1854-1919）は、佐賀県唐津市出身の日本の建築家。日本の近代建築を代表する建築家であり、多くの弟子を育てた。日本銀行ビル（東京）や東京駅の設計者として知られている。—WGSBN Bulletin 2021年第1号